# I liga argentyńska w piłce nożnej (1973)
W sezonie 1973 rozegrano dwa turnieje mistrzowskie – stołeczny Campeonato Metropolitano i ogólnokrajowy Campeonato Nacional.
Mistrzem Argentyny Metropolitano w sezonie 1973 został CA Huracán, a wicemistrzem Argentyny Metropolitano został klub Boca Juniors.
Mistrzem Argentyny Nacional w sezonie 1973 został klub Rosario Central, a wicemistrzem Argentyny Nacional – klub River Plate.
Do Copa Libertadores 1974 zakwalifikowały się dwa kluby:
- CA Huracán (mistrz Argentyny Metropolitano)
- Rosario Central (mistrz Argentyny Nacional)

## Campeonato Metropolitano 1973
Mistrzem Argentyny Metropolitano w sezonie 1973 został klub CA Huracán, natomiast wicemistrzem Argentyny Metropolitano – Boca Juniors. Do drugiej ligi nie spadł żaden z klubów, a z drugiej ligi do pierwszej awansował jeden klub – CA Banfield. W ten sposób pierwsza liga została zwiększona z 17 do 18 klubów.

### Kolejka 1
| Data         | Mecz |
| ------------ | --- |
| 2 marca 1973 | Racing Club de Avellaneda – CA Colón 1:1 Osvaldo Lamelza - César Brítez                                                                                    |
| 4 marca 1973 | River Plate – Boca Juniors 2:1 Norberto Alonso (k), Ernesto Mastrángelo - Hugo Curioni                                                                     |
| 4 marca 1973 | CA All Boys – San Lorenzo de Almagro 1:3 Enrique Genolet - Carlos Veglio (2), Victorio Cocco mecz rozegrany został na stadionie klubu Atlanta Buenos Aires |
| 4 marca 1973 | CA Vélez Sarsfield – Atlanta Buenos Aires 3:0 Miguel Benito (2), Julio Asad                                                                                |
| 4 marca 1973 | Estudiantes La Plata – Newell’s Old Boys 3:2 Rubén Bedogni (2, 1k), Ignacio Peña - Oscar M. Cáceres, Víctor H. Jara (k)                                    |
| 4 marca 1973 | CA Huracán – Argentinos Juniors 6:1 Miguel Brindisi (2), Carlos Babington (2), Omar Larrosa, Eduardo Quiroga - José Pekerman                               |
| 4 marca 1973 | Rosario Central – Gimnasia y Esgrima La Plata 1:1 Rubén Rodríguez - Hugo Pedraza                                                                           |
| 4 marca 1973 | Chacarita Juniors – Ferro Carril Oeste 0:0 |

### Kolejka 2
| Data         | Mecz |
| ------------ | --- |
| 9 marca 1973 | Argentinos Juniors – River Plate 3:5 Eduardo Cicarello, Aníbal Tortoriello (k), Rafael Zuviría - Carlos Morete (2), Ernesto Mastrángelo, Carlos A. López, Daniel Onega mecz rozegrany został na stadionie klubu CA Vélez Sarsfield |
| 9 marca 1973 | Boca Juniors – CA All Boys 3:1 Carlos A. Guerini (k), Ramón Ponce, Hugo Curioni - Enrique Genolet |
| 9 marca 1973 | Ferro Carril Oeste – Independiente 0:1 Eduardo Maglioni |
| 9 marca 1973 | CA Colón – CA Vélez Sarsfield 0:0 |
| 9 marca 1973 | San Lorenzo de Almagro – Rosario Central 2:2 Rubén H. Ayala, Enrique Chazarreta (k) - Daniel Killer, Jorge J. González (k) |
| 9 marca 1973 | Newell’s Old Boys – CA Huracán 0:2 Omar Larrosa, René Houseman mecz rozegrany został na stadionie klubu Rosario Central |
| 9 marca 1973 | Gimnasia y Esgrima La Plata – Chacarita Juniors 0:2 Miguel A. Converti (syn), Carlos A. Pandolfi |
| 9 marca 1973 | Atlanta Buenos Aires – Estudiantes La Plata 2:1 Aldo Rodríguez (k), Rubén Cano - Rubén Bedogni |

### Kolejka 3
| Data          | Mecz |
| ------------- | --- |
| 16 marca 1973 | River Plate – Newell’s Old Boys 2:1 Armando Capurro s, Oscar Más - Mario N. Zanabria                                                                                           |
| 18 marca 1973 | Rosario Central – Boca Juniors 0:1 Ramón Ponce |
| 18 marca 1973 | CA Vélez Sarsfield – Racing Club de Avellaneda 1:0 Carlos Bianchi |
| 18 marca 1973 | Chacarita Juniors – San Lorenzo de Almagro 1:2 Carlos A. Pandolfi - Víctor H. Doria (k), Pedro A. González                                                                     |
| 18 marca 1973 | Independiente – Gimnasia y Esgrima La Plata 4:0 Ricardo Pavoni, Eduardo Maglioni (3)                                                                                           |
| 18 marca 1973 | Gimnasia y Esgrima La Plata – CA Colón 2:0 Ignacio Peña, Abraham Amado |
| 18 marca 1973 | CA Huracán – Atlanta Buenos Aires 5:2 Roque Avallay (3), Miguel Brindisi (2, 2k) - Juan A. Gómez Voglino, Jorge Ribolzi                                                        |
| 18 marca 1973 | CA All Boys – Argentinos Juniors 1:3 José S. Romero - Rafael D. Moreno, Aníbal Tortoriello, Carlos A. Montenegro mecz rozegrany został na stadionie klubu Atlanta Buenos Aires |

### Kolejka 4
| Data          | Mecz |
| ------------- | --- |
| 25 marca 1973 | Atlanta Buenos Aires – River Plate 2:1 Héctor Candau (2) - Oscar Más                                                            |
| 25 marca 1973 | Boca Juniors – Chacarita Juniors 6:0 Carlos Guerini, Hugo Curioni, Carlos M. García Cambón s, Osvaldo Potente (2), Enzo Ferrero |
| 25 marca 1973 | San Lorenzo de Almagro – Independiente 1:1 Ramón Heredia (k) - Miguel A. Giachello                                              |
| 25 marca 1973 | Newell’s Old Boys – CA All Boys 0:0                                                                                             |
| 25 marca 1973 | CA Colón – CA Huracán 1:3 Humberto Zuccarelli (k) - Carlos Babington, Omar Larrosa, René Houseman                               |
| 25 marca 1973 | Gimnasia y Esgrima La Plata – Ferro Carril Oeste 1:0 Carlos A. Bulla                                                            |
| 25 marca 1973 | Racing Club de Avellaneda – Estudiantes La Plata 1:1 Oscar Malbernat - Daniel Romeo                                             |
| 25 marca 1973 | Argentinos Juniors – Rosario Central 1:0 Eduardo Cicarello                                                                      |

### Kolejka 5
| Data             | Mecz |
| ---------------- | --- |
| 30 marca 1973    | Estudiantes La Plata – CA Vélez Sarsfield 1:1 Rubén Galletti - Luis Oruezábal                                                     |
| 4 kwietnia 1973  | River Plate – CA Colón 3:2 Daniel Onega, Juan J. López, Oscar Más - Hugo Spadaro (k), Daniel Olivares                             |
| 4 kwietnia 1973  | CA Huracán – Racing Club de Avellaneda 5:0 Roque Avallay (3), Miguel Brindisi (2, 1k)                                             |
| 4 kwietnia 1973  | Ferro Carril Oeste – San Lorenzo de Almagro 1:3 Pedro Confesor - Luciano Figueroa (2), Carlos Veglio                              |
| 4 kwietnia 1973  | Rosario Central – Newell’s Old Boys 4:1 Víctor H. Jara s, Daniel Aricó, Aurelio J. Pascuttini, Rubén Rodríguez - Daniel Marangoni |
| 4 kwietnia 1973  | Chacarita Juniors – Argentinos Juniors 4:1 Carlos A. Pandolfi (2), Juan A. Troilo, Daniel P. Cantero - Horacio Cordero (k)        |
| 4 kwietnia 1973  | CA All Boys – Atlanta Buenos Aires 0:2 Juan A. Gómez Voglino, Ricardo A. Roldán                                                   |
| 16 kwietnia 1973 | Independiente – Boca Juniors 2:0 Agustín Balbuena, Miguel A. Giachello                                                            |

### Kolejka 6
| Data            | Mecz                                                                                                   |
| --------------- | --- |
| 7 kwietnia 1973 | San Lorenzo de Almagro – Gimnasia y Esgrima La Plata 2:1 Juan J. Irigoyen (2) - Carlos Della Savia     |
| 8 kwietnia 1973 | Racing Club de Avellaneda – River Plate 1:3 Carlos Squeo - Oscar Más (k), Daniel Onega, Carlos Morete  |
| 8 kwietnia 1973 | Boca Juniors – Ferro Carril Oeste 2:1 Carlos Guerini (2) - Juan D. Rocchia (k)                         |
| 8 kwietnia 1973 | CA Vélez Sarsfield – CA Huracán 0:1 René Houseman                                                      |
| 8 kwietnia 1973 | Argentinos Juniors – Independiente 2:1 Carlos A. Montenegro, Rafael D. Moreno - Miguel A. Giachello    |
| 8 kwietnia 1973 | Atlanta Buenos Aires – Rosario Central 1:3 Aldo Rodríguez - Rubén Rodríguez, Silvio Fogel, Aldo P. Poy |
| 8 kwietnia 1973 | Rosario Central – Chacarita Juniors 0:0                                                                |
| 8 kwietnia 1973 | CA Colón – CA All Boys 1:1 Juan C. Gutiérrez - José S. Romero                                          |

### Kolejka 7
| Data             | Mecz |
| ---------------- | --- |
| 12 kwietnia 1973 | CA Huracán – Estudiantes La Plata 3:3 Miguel Brindisi (2, 1k), Roque Avallay - Rubén Bedogni (2, 1k), Ignacio Peña (k) według RSSSF mecz rozegrany został na stadionie klubu San Lorenzo de Almagro |
| 13 kwietnia 1973 | River Plate – CA Vélez Sarsfield 2:4 Oscar Más, Carlos Morete - Carlos Bianchi (2), Heriberto Correa (2)                                                                                            |
| 13 kwietnia 1973 | Gimnasia y Esgrima La Plata – Boca Juniors 1:2 Héctor Pignani - Ramón Ponce, Alberto D. Romero |
| 13 kwietnia 1973 | Independiente – Newell’s Old Boys 5:3 Miguel A. Giachello (4), Ricardo Pavoni (k) - Arsenio Ribecca, Héctor Bentrón (2, 1k)                                                                         |
| 13 kwietnia 1973 | CA All Boys – Racing Club de Avellaneda 0:2 Carlos Squeo k, Miguel A. Tojo według RSSSF mecz rozegrany został na stadionie klubu Argentinos Juniors                                                 |
| 13 kwietnia 1973 | Chacarita Juniors – Atlanta Buenos Aires 0:0 |
| 13 kwietnia 1973 | Rosario Central – CA Colón 1:0 Aurelio J. Pascuttini |
| 13 kwietnia 1973 | Ferro Carril Oeste – Argentinos Juniors 3:1 Gerónimo Saccardi, Carlos A. Vidal, Luis Alonso - Rafael D. Moreno                                                                                      |

### Kolejka 8
| Data             | Mecz |
| ---------------- | --- |
| 19 kwietnia 1973 | Estudiantes La Plata – River Plate 1:2 Ignacio Peña (k) - Oscar Más (2, 2k)                                        |
| 19 kwietnia 1973 | Boca Juniors – San Lorenzo de Almagro 1:1 Osvaldo Potente - Enrique Chazarreta                                     |
| 19 kwietnia 1973 | Atlanta Buenos Aires – Independiente 0:1 Víctor H. Palomba                                                         |
| 19 kwietnia 1973 | Racing Club de Avellaneda – Rosario Central 3:1 Osvaldo Lamelza, Néstor Scotta, Carlos Squeo - Daniel Aricó        |
| 19 kwietnia 1973 | Argentinos Juniors – Gimnasia y Esgrima La Plata 2:0 Horacio Cordero (2)                                           |
| 19 kwietnia 1973 | Newell’s Old Boys – Ferro Carril Oeste 4:1 Mario N. Zanabria (2), Héctor Bentrón, Carlos Picerni - Carlos A. Vidal |
| 19 kwietnia 1973 | CA Colón – Chacarita Juniors 0:0                                                                                   |
| 19 kwietnia 1973 | CA Vélez Sarsfield – CA All Boys 0:0                                                                               |

### Kolejka 9
| Data             | Mecz                                                                                        |
| ---------------- | ------------------------------------------------------------------------------------------- |
| 21 kwietnia 1973 | Independiente – CA Colón 2:0 Edgar Fernández s, Agustín Balbuena                            |
| 22 kwietnia 1973 | Rosario Central – CA Vélez Sarsfield 2:0 Carlos Aimar, Ramón Bóveda                         |
| 22 kwietnia 1973 | Ferro Carril Oeste – Atlanta Buenos Aires 1:2 Gerónimo Saccardi - Juan A. Gómez Voglino (2) |
| 22 kwietnia 1973 | Gimnasia y Esgrima La Plata – Newell’s Old Boys 1:1 Walter Durso - Santiago Santamarina     |
| 22 kwietnia 1973 | CA All Boys – Estudiantes La Plata 2:2 José S. Romero (2) - Ignacio Peña, Rubén Galletti    |
| 22 kwietnia 1973 | River Plate – CA Huracán 1:0 Oscar Más (k)                                                  |
| 22 kwietnia 1973 | Chacarita Juniors – Racing Club de Avellaneda 0:0                                           |
| 22 kwietnia 1973 | San Lorenzo de Almagro – Argentinos Juniors 0:1 Horacio Cordero (k)                         |

### Kolejka 10
| Data             | Mecz |
| ---------------- | --- |
| 27 kwietnia 1973 | CA Huracán – CA All Boys 2:1 René Houseman, Omar Larrosa (k) - Valentín Sánchez mecz rozegrany został na stadionie klubu CA Vélez Sarsfield |
| 29 kwietnia 1973 | Argentinos Juniors – Boca Juniors 0:0 mecz rozegrany został na stadionie klubu San Lorenzo de Almagro                                       |
| 29 kwietnia 1973 | Racing Club de Avellaneda – Independiente 0:0                                                                                               |
| 29 kwietnia 1973 | CA Vélez Sarsfield – Chacarita Juniors 1:1 Oscar Fornari - Juan A. Troilo                                                                   |
| 29 kwietnia 1973 | Newell’s Old Boys – San Lorenzo de Almagro 2:0 Héctor Bentrón, Mario N. Zanabria                                                            |
| 29 kwietnia 1973 | Atlanta Buenos Aires – Gimnasia y Esgrima La Plata 0:3 Eduardo Marasco, Hugo Pedraza, Carlos A. Bulla (k)                                   |
| 29 kwietnia 1973 | Estudiantes La Plata – Rosario Central 3:1 Rubén Galletti, Ignacio Peña (2, 1k) - Aurelio J. Pascuttini (k)                                 |
| 29 kwietnia 1973 | CA Colón – Ferro Carril Oeste 2:0 Enzo Trossero, Daniel Olivares                                                                            |

### Kolejka 11
| Data        | Mecz |
| ----------- | --- |
| 4 maja 1973 | Boca Juniors – Newell’s Old Boys 6:1 Ramón Ponce, Hugo Curioni (3), Rubén Peracca (2) - Osvaldo Cerqueiro (k)                                  |
| 6 maja 1973 | CA All Boys – River Plate 1:2 Roberto Escalada - Jorge Dominichi, Daniel Onega (k) mecz rozegrany został na stadionie klubu CA Vélez Sarsfield |
| 6 maja 1973 | Rosario Central – CA Huracán 0:5 René Houseman (2), Omar Larrosa, Leónidas del Valle, Miguel Brindisi                                          |
| 6 maja 1973 | Chacarita Juniors – Estudiantes La Plata 1:2 Néstor Togneri s - Juan C. Crocci, Camilo Aguilar                                                 |
| 6 maja 1973 | Gimnasia y Esgrima La Plata – CA Colón 2:2 Carlos A. Bulla, Héctor H. Villagra - Daniel Olivares, César Brítez                                 |
| 6 maja 1973 | San Lorenzo de Almagro – Atlanta Buenos Aires 4:2 Victorio Cocco, Roberto M. Espósito (2), Carlos Veglio - Horacio Ibáñez (2)                  |
| 6 maja 1973 | Ferro Carril Oeste – Racing Club de Avellaneda 0:1 Néstor Scotta                                                                               |
| 6 maja 1973 | Independiente – CA Vélez Sarsfield 2:2 Luis Garisto, Ricardo Bochini - Miguel Benito, Oscar Fornari                                            |

### Kolejka 12
| Data         | Mecz |
| ------------ | --- |
| 11 maja 1973 | River Plate – Rosario Central 4:3 Oscar Más (3, 1k), Daniel Onega - Eduardo Solari, Aurelio J. Pascuttini (k), Luis A. Giribet |
| 13 maja 1973 | CA Huracán – Chacarita Juniors 2:0 Omar Larrosa (k), Roque Avallay                                                             |
| 13 maja 1973 | Racing Club de Avellaneda – Gimnasia y Esgrima La Plata 2:2 Alberto M. Jorge, Néstor Scotta - Walter Durso, Héctor Pignani     |
| 13 maja 1973 | Estudiantes La Plata – Independiente 1:2 Rubén Bedogni - Alejandro Semenewicz, Francisco Sá                                    |
| 13 maja 1973 | Newell’s Old Boys – Argentinos Juniors 2:2 Manuel Magán, Santiago Santamaría - José Pekerman (2)                               |
| 13 maja 1973 | Atlanta Buenos Aires – Boca Juniors 1:0 Juan A. Gómez Voglino                                                                  |
| 13 maja 1973 | CA Vélez Sarsfield – Ferro Carril Oeste 3:0 Jorge Troncoso, Oscar Fornari, Julio Asad                                          |
| 13 maja 1973 | CA Colón – San Lorenzo de Almagro 2:1 Ernesto J. Álvarez, José L. Córdoba - Ramón Heredia (k)                                  |

### Kolejka 13
| Data         | Mecz |
| ------------ | --- |
| 18 maja 1973 | Boca Juniors – CA Colón 2:1 Ramón Ponce, Hugo Curioni - Ernesto J. Álvarez                                                                            |
| 20 maja 1973 | Chacarita Juniors – River Plate 2:2 Héctor Martiarena, Juan A. Troilo - Oscar Más (2, 1k) mecz rozegrany został na stadionie klubu CA Vélez Sarsfield |
| 20 maja 1973 | Independiente – CA Huracán 1:2 Eduardo Maglioni - Miguel Brindisi, René Houseman                                                                      |
| 20 maja 1973 | San Lorenzo de Almagro – Racing Club de Avellaneda 3:1 Héctor Scotta, Luciano Figueroa, Ramón Heredia - Carlos Squeo                                  |
| 20 maja 1973 | Gimnasia y Esgrima La Plata – CA Vélez Sarsfield 5:1 Jorge Troncoso s, Walter Durso (3), Néstor A. Gómez - Oscar Fornari                              |
| 20 maja 1973 | Argentinos Juniors – Atlanta Buenos Aires 1:0 Carlos A. Pinasco                                                                                       |
| 20 maja 1973 | Ferro Carril Oeste – Estudiantes La Plata 1:2 Gerónimo Saccardi (k) - Ignacio Peña (2)                                                                |
| 20 maja 1973 | Rosario Central – CA All Boys 1:0 Luis A. Giribet |

### Kolejka 14
| Data         | Mecz |
| ------------ | --- |
| 26 maja 1973 | Atlanta Buenos Aires – Newell’s Old Boys 1:0 Héctor Candau |
| 27 maja 1973 | CA Huracán – Ferro Carril Oeste 5:2 Carlos Babington (2), Miguel Brindisi, Roque Avallay, Omar Larrosa (k) - Carlos A. Vidal (2) |
| 27 maja 1973 | River Plate – Independiente 2:2 Daniel Onega, Norberto Alonso - Eduardo Maglioni, Ricardo Bochini |
| 27 maja 1973 | Racing Club de Avellaneda – Boca Juniors 0:2 Hugo Curioni, Enzo Ferrero |
| 27 maja 1973 | CA Vélez Sarsfield – San Lorenzo de Almagro 4:1 Carlos Bianchi (3), Miguel Benito - Héctor Scotta |
| 27 maja 1973 | CA Colón – Argentinos Juniors 1:0 Daniel Olivares |
| 27 maja 1973 | Estudiantes La Plata – Gimnasia y Esgrima La Plata 1:3 Rubén Galletti - Horacio E. Rodríguez s, Eduardo Marasco (2) |
| 27 maja 1973 | CA All Boys – Chacarita Juniors 3:4 José S. Romero (k), José Carlos Andrade “Zezinho”, Orlando Giménez - Carlos M. García Cambón (k), Carlos A. Pandolfi (2), Miguel A. Converti (syn) mecz rozegrany został na stadionie klubu Argentinos Juniors |

### Kolejka 15
| Data           | Mecz |
| -------------- | --- |
| 1 czerwca 1973 | Gimnasia y Esgrima La Plata – CA Huracán 2:2 Héctor Pignani, Eduardo Marasco - Omar Larrosa, Roque Avallay                |
| 3 czerwca 1973 | Ferro Carril Oeste – River Plate 1:3 Héctor Arregui - Carlos Morete (2), Oscar Más                                        |
| 3 czerwca 1973 | San Lorenzo de Almagro – Estudiantes La Plata 4:1 Oscar Ortiz, Héctor Scotta (3, 1k) - Rubén Galletti                     |
| 3 czerwca 1973 | Boca Juniors – CA Vélez Sarsfield 1:2 Carlos Guerini (k) - Luis Oruezábal, Miguel Benito (k)                              |
| 3 czerwca 1973 | Argentinos Juniors – Racing Club de Avellaneda 2:0 Juan C. Sosa, Eduardo Cicarello                                        |
| 3 czerwca 1973 | Newell’s Old Boys – CA Colón 2:2 Juan R. Rocha, Manuel Magán - Humberto Zuccarelli (k), José L. Córdoba                   |
| 3 czerwca 1973 | Independiente – CA All Boys 1:0 Eduardo Maglioni                                                                          |
| 3 czerwca 1973 | Chacarita Juniors – Rosario Central 3:2 Raúl Forteis, Carlos M. García Cambón (2, 1k) - Eduardo Solari, Roberto C. Cabral |

### Kolejka 16
| Data            | Mecz |
| --------------- | --- |
| 8 czerwca 1973  | CA Vélez Sarsfield – Argentinos Juniors 2:2 Oscar Fornari, Miguel A. Reguera - José Pekerman, Carlos A. Pinasco              |
| 10 czerwca 1973 | River Plate – Gimnasia y Esgrima La Plata 3:3 Roberto Gonzalo s, Oscar Más (2, 1k) - Eduardo Marasco (2), Carlos Della Savia |
| 10 czerwca 1973 | CA Huracán – San Lorenzo de Almagro 2:2 Roque Avallay, Carlos Babington - Héctor Scotta, Rubén H. Ayala                      |
| 10 czerwca 1973 | Rosario Central – Independiente 1:1 Daniel Killer - Rubén Galván                                                             |
| 10 czerwca 1973 | Estudiantes La Plata – Boca Juniors 1:1 Rubén Galletti - Osvaldo Potente                                                     |
| 10 czerwca 1973 | Racing Club de Avellaneda – Newell’s Old Boys 4:1 Néstor Scotta, Ramón Noguera (2), Jorge Kaliszuk - Juan R. Rocha (k)       |
| 10 czerwca 1973 | CA Colón – Atlanta Buenos Aires 1:3 Carlos L. Zibecchi - Juan A. Gómez Voglino (2), Alejandro Onnis                          |
| 10 czerwca 1973 | CA All Boys – Ferro Carril Oeste 0:1 Luis Papandrea (k)                                                                      |

### Kolejka 17
| Data            | Mecz |
| --------------- | --- |
| 22 czerwca 1973 | Independiente – Chacarita Juniors 1:0 Miguel A. Giachello                                                                           |
| 24 czerwca 1973 | Boca Juniors – CA Huracán 4:1 Osvaldo Potente (3), Hugo Curioni - Omar Larrosa (k)                                                  |
| 24 czerwca 1973 | San Lorenzo de Almagro – River Plate 2:1 Rubén O. Díaz, Ramón Heredia (k) - Juan J. López                                           |
| 24 czerwca 1973 | Atlanta Buenos Aires – Racing Club de Avellaneda 3:1 Juan A. Gómez Voglino (2), Miguel A. Papalardo - Néstor Scotta                 |
| 24 czerwca 1973 | Argentinos Juniors – Estudiantes La Plata 0:0                                                                                       |
| 24 czerwca 1973 | Newell’s Old Boys – CA Vélez Sarsfield 2:0 Daniel Tagliani s, Manuel Magán                                                          |
| 24 czerwca 1973 | Ferro Carril Oeste – Rosario Central 1:2 Héctor Arregui - Roberto C. Cabral, Ángel Landucci                                         |
| 24 czerwca 1973 | Gimnasia y Esgrima La Plata – CA All Boys 2:3 Carlos A. Bulla (k), Walter Durso - José S. Romero, Valentín Sánchez, Domingo Cavallo |

### Kolejka 18
| Data            | Mecz |
| --------------- | --- |
| 27 czerwca 1973 | Boca Juniors – River Plate 5:2 Carlos A. Guerini (k), Hugo Curioni, Osvaldo Potente, Ramón Ponce, Andrés Bertolotti - Jorge Ghiso, Juan J. López |
| 27 czerwca 1973 | Argentinos Juniors – CA Huracán 1:2 Alfio Basile s - Carlos Babington, René Houseman                                                             |
| 27 czerwca 1973 | San Lorenzo de Almagro – CA All Boys 3:1 Rubén H. Ayala (2), Enrique Chazarreta - Epifanio Medina                                                |
| 27 czerwca 1973 | CA Colón – Racing Club de Avellaneda 2:2 José L. Córdoba, Humberto Zuccarelli (k) - Alberto M. Jorge, Rodolfo Domínguez                          |
| 27 czerwca 1973 | Atlanta Buenos Aires – CA Vélez Sarsfield 1:0 Juan A. Gómez Voglino (k)                                                                          |
| 27 czerwca 1973 | Newell’s Old Boys – Estudiantes La Plata 3:2 Manuel Magán, Santiago Santamaría, Néstor Togneri s - Néstor Togneri (k), Camilo Aguilar            |
| 27 czerwca 1973 | Ferro Carril Oeste – Chacarita Juniors 1:1 Héctor Arregui - Carlos M. García Cambón                                                              |
| 28 czerwca 1973 | Gimnasia y Esgrima La Plata – Rosario Central 1:2 Carlos A. Bulla - Daniel Killer, Aurelio J. Pascuttini                                         |

### Kolejka 19
| Data            | Mecz |
| --------------- | --- |
| 29 czerwca 1973 | Independiente – Ferro Carril Oeste 3:1 Daniel Bertoni, Ricardo Pavoni (k), Eduardo Maglioni - Luis Papandrea (k)                                                                                       |
| 1 lipca 1973    | River Plate – Argentinos Juniors 1:0 Daniel Onega |
| 1 lipca 1973    | CA Huracán – Newell’s Old Boys 3:2 Omar Larrosa (3, 2k) - Osvaldo Cerqueiro (2, 2k) |
| 1 lipca 1973    | CA Vélez Sarsfield – CA Colón 5:3 Luis Oruezábal, Miguel A. Reguera, Julio Asad, Miguel Benito (2) - Carlos L. Zibecchi, Ernesto J. Álvarez                                                            |
| 1 lipca 1973    | CA All Boys – Boca Juniors 1:7 Epifanio Medina - Osvaldo Potente (2), Hugo Curioni (2), Carlos A. Guerini, Rubén Peracca, Enzo Ferrero mecz rozegrany został na stadionie klubu San Lorenzo de Almagro |
| 1 lipca 1973    | Estudiantes La Plata – Atlanta Buenos Aires 1:1 Daniel Romeo - Juan A. Gómez Voglino |
| 1 lipca 1973    | Rosario Central – San Lorenzo de Almagro 1:1 Daniel Killer - Ricardo Rezza |
| 1 lipca 1973    | Chacarita Juniors – Gimnasia y Esgrima La Plata 1:2 Carlos M. García Cambón - Carlos A. Bulla, Carlos Della Savia według RSSSF mecz rozegrany został na stadionie klubu Atlanta Buenos Aires           |

### Kolejka 21
| Data         | Mecz |
| ------------ | --- |
| 4 lipca 1973 | CA Huracán – CA Colón 1:0 Miguel Brindisi |
| 4 lipca 1973 | Chacarita Juniors – Boca Juniors 1:2 Carlos M. García Cambón (k) - Osvaldo Potente, Carlos A. Guerini (k) według RSSSF mecz rozegrany został na stadionie klubu CA Vélez Sarsfield |
| 4 lipca 1973 | Independiente – San Lorenzo de Almagro 0:1 Héctor Scotta |
| 4 lipca 1973 | Ferro Carril Oeste – Gimnasia y Esgrima La Plata 3:3 Héctor Arregui, Luis Papandrea, César Lorea - Carlos A. Bulla (2), Roberto C. Franco s                                        |
| 4 lipca 1973 | CA All Boys – Newell’s Old Boys 2:0 Epifanio Medina (2) |
| 4 lipca 1973 | Estudiantes La Plata – Racing Club de Avellaneda 3:2 Carlos Rocca, Ignacio Peña, Rubén Galletti - Jorge Kaliszuk, Osvaldo Lamelza                                                  |
| 4 lipca 1973 | Rosario Central – Argentinos Juniors 2:1 Roberto C. Cabral (2) - Eduardo Cicarello                                                                                                 |
| 5 lipca 1973 | River Plate – Atlanta Buenos Aires 2:1 Norberto Alonso, Jorge Ghiso - Miguel A. Papalardo                                                                                          |

### Kolejka 20
| Data         | Mecz |
| ------------ | --- |
| 8 lipca 1973 | Atlanta Buenos Aires – CA Huracán 0:1 Eduardo Quiroga                                                                 |
| 8 lipca 1973 | Boca Juniors – Rosario Central 2:0 Enzo Ferrero (2, 2k)                                                               |
| 8 lipca 1973 | Argentinos Juniors – CA All Boys 0:0                                                                                  |
| 8 lipca 1973 | Racing Club de Avellaneda – CA Vélez Sarsfield 2:2 Ramón Noguera, Carlos Squeo (k) - Rubén Flores, Adolfo Mecca       |
| 8 lipca 1973 | San Lorenzo de Almagro – Chacarita Juniors 1:2 Héctor Scotta - Leonardo Recúpero, Carlos M. García Cambón             |
| 8 lipca 1973 | Gimnasia y Esgrima La Plata – Independiente 2:2 Carlos A. Bulla (2, 2k) - Ricardo Pavoni (k), Mario Mendoza           |
| 8 lipca 1973 | CA Colón – Estudiantes La Plata 3:2 Daniel Olivares, Humberto Zuccarelli, José L. Córdoba - Ignacio Peña, Pedro Verde |
| 8 lipca 1973 | Newell’s Old Boys – River Plate 0:2 Edgardo Di Meola, Carlos A. López                                                 |

### Kolejka 22
| Data          | Mecz |
| ------------- | --- |
| 14 lipca 1973 | San Lorenzo de Almagro – Ferro Carril Oeste 1:0 Héctor Scotta (k)                                                                                |
| 15 lipca 1973 | CA Colón – River Plate 1:1 Hugo Spadaro - Carlos A. López                                                                                        |
| 15 lipca 1973 | Racing Club de Avellaneda – CA Huracán 0:0 |
| 15 lipca 1973 | Boca Juniors – Independiente 0:2 Miguel A. Giachello, Mario Mendoza                                                                              |
| 15 lipca 1973 | Newell’s Old Boys – Rosario Central 0:1 Carlos Aimar                                                                                             |
| 15 lipca 1973 | Argentinos Juniors – Chacarita Juniors 4:2 Carlos A. Pinasco (2), Horacio Cordero (k), Eduardo Cicarello - Franco Frassoldati, Héctor Martiarena |
| 15 lipca 1973 | CA Vélez Sarsfield – Estudiantes La Plata 2:1 Rubén Flores, Oscar Fornari - Rubén Pagnanini                                                      |
| 15 lipca 1973 | Atlanta Buenos Aires – CA All Boys 2:2 Alejandro Onnis, Horacio Ibáñez - Valentín Sánchez, José Carlos Andrade “Zezinho”                         |

### Kolejka 23
| Data          | Mecz |
| ------------- | --- |
| 20 lipca 1973 | Independiente – Argentinos Juniors 3:2 Miguel A. Giachello, Ricardo Pavoni (k), Agustín Balbuena - Carlos A. Pinasco (2)                              |
| 22 lipca 1973 | River Plate – Racing Club de Avellaneda 1:2 René Daulte (k) - Alberto M. Jorge, Francisco Rivadero                                                    |
| 22 lipca 1973 | Ferro Carril Oeste – Boca Juniors 3:2 Carlos A. Vidal (2), Gerónimo Saccardi - Jorge J. Benítez, Enzo Ferrero (k)                                     |
| 22 lipca 1973 | Gimnasia y Esgrima La Plata – San Lorenzo de Almagro 1:1 Carlos A. Bulla - Jorge Olguín                                                               |
| 22 lipca 1973 | Rosario Central – Atlanta Buenos Aires 0:0 |
| 22 lipca 1973 | Chacarita Juniors – Newell’s Old Boys 0:2 Arsenio Ribecca, Mario N. Zanabria według RSSSF mecz rozegrany został na stadionie klubu CA Vélez Sarsfield |
| 22 lipca 1973 | CA All Boys – CA Colón 1:0 José S. Romero |
| 24 lipca 1973 | CA Huracán – CA Vélez Sarsfield 1:0 Alfio Basile |

### Kolejka 24
| Data          | Mecz |
| ------------- | --- |
| 28 lipca 1973 | Racing Club de Avellaneda – CA All Boys 4:0 Héctor Milano, Ricardo Troncone, Héctor Scotta (2) |
| 29 lipca 1973 | Estudiantes La Plata – CA Huracán 0:1 Carlos Babington |
| 29 lipca 1973 | Newell’s Old Boys – Independiente 2:0 Manuel Magán, Santiago Santamaría |
| 29 lipca 1973 | CA Vélez Sarsfield – River Plate 2:1 Heriberto Correa (k), Hugo Valenzuela - René Daulte (k) |
| 29 lipca 1973 | Boca Juniors – Gimnasia y Esgrima La Plata 4:2 Enzo Ferrero (2, 2k), Osvaldo Potente, Hugo Curioni - Néstor A. Gómez, Carlos Della Savia mecz rozegrany został na stadionie klubu San Lorenzo de Almagro |
| 29 lipca 1973 | Atlanta Buenos Aires – Chacarita Juniors 0:1 Carlos M. García Cambón |
| 29 lipca 1973 | CA Colón – Rosario Central 0:0 |
| 29 lipca 1973 | Argentinos Juniors – Ferro Carril Oeste 4:2 Hugo Pena, Aníbal Tortoriello, Carlos A. Pinasco, Horacio Cordero (k) - Luis Alonso (2)                                                                      |

### Kolejka 25
| Data            | Mecz |
| --------------- | --- |
| 3 sierpnia 1973 | Gimnasia y Esgrima La Plata – Argentinos Juniors 2:3 Carlos Della Savia, Héctor H. Villagra - Horacio Cordero, Hugo Pena, Carlos A. Pinasco                                                        |
| 5 sierpnia 1973 | River Plate – Estudiantes La Plata 3:2 Edgardo Di Meola, Carlos Morete, René Daulte (k) - Rubén Galletti (2, 2k)                                                                                   |
| 5 sierpnia 1973 | San Lorenzo de Almagro – Boca Juniors 2:3 Juan J. Irigoyen (2) - Rodolfo C. Rodríguez, Hugo Curioni, Jorge J. Benítez                                                                              |
| 5 sierpnia 1973 | Independiente – Atlanta Buenos Aires 0:1 Horacio Ibáñez |
| 5 sierpnia 1973 | Rosario Central – Racing Club de Avellaneda 2:1 Roberto C. Cabral, Eduardo Solari - Alberto M. Jorge                                                                                               |
| 5 sierpnia 1973 | Ferro Carril Oeste – Newell’s Old Boys 3:1 Héctor Arregui, César Lorea, Carlos A. Vidal - Mario Zanabria                                                                                           |
| 5 sierpnia 1973 | Chacarita Juniors – CA Colón 1:4 Jorge E. Lizardo - Carlos L. Zibecchi, Hugo Spadaro, Oscar P. Gómez s, José L. Córdoba według RSSSF mecz rozegrany został na stadionie klubu Atlanta Buenos Aires |
| 5 sierpnia 1973 | CA All Boys – CA Vélez Sarsfield 3:1 José S. Romero (3, 3k) - Rubén Flores |

### Kolejka 26
| Data             | Mecz                                                                                             |
| ---------------- | ------------------------------------------------------------------------------------------------ |
| 10 sierpnia 1973 | CA Vélez Sarsfield – Rosario Central 1:1 Miguel Benito (k) - Roberto C. Cabral                   |
| 12 sierpnia 1973 | Argentinos Juniors – San Lorenzo de Almagro 1:1 Alberto P. Tardivo - Juan J. Irigoyen            |
| 12 sierpnia 1973 | CA Huracán – River Plate 0:1 Héctor Jerez                                                        |
| 12 sierpnia 1973 | CA Colón – Independiente 2:2 César Brítez, Daniel Borgna - Edgar Fernández s, Ricardo Pavoni (k) |
| 12 sierpnia 1973 | Atlanta Buenos Aires – Ferro Carril Oeste 1:0 Juan A. Gómez Voglino (k)                          |
| 12 sierpnia 1973 | Estudiantes La Plata – CA All Boys 2:0 Rubén Galletti, Ignacio Peña                              |
| 12 sierpnia 1973 | Racing Club de Avellaneda – Chacarita Juniors 2:0 Alberto M. Jorge, Néstor Scotta                |
| 12 sierpnia 1973 | Newell’s Old Boys – Gimnasia y Esgrima La Plata 0:1 Héctor H. Villagra                           |

### Kolejka 27
| Data             | Mecz |
| ---------------- | --- |
| 15 sierpnia 1973 | CA All Boys – CA Huracán 0:2 José Scalise, René Houseman mecz rozegrany został na stadionie klubu Argentinos Juniors                                                  |
| 15 sierpnia 1973 | Independiente – Racing Club de Avellaneda 0:0 |
| 15 sierpnia 1973 | San Lorenzo de Almagro – Newell’s Old Boys 0:1 Manuel Magán |
| 15 sierpnia 1973 | Rosario Central – Estudiantes La Plata 2:4 Daniel Aricó, Carlos Aimar - Rubén Galletti (2), Ignacio Peña (2)                                                          |
| 15 sierpnia 1973 | Ferro Carril Oeste – CA Colón 1:0 Juan D. Rocchia (k) |
| 15 sierpnia 1973 | Chacarita Juniors – CA Vélez Sarsfield 2:1 Jorge E. Lizardo, Leonardo Recúpero - Miguel A. Reguera mecz rozegrany został na stadionie klubu Atlanta Buenos Aires      |
| 15 sierpnia 1973 | Gimnasia y Esgrima La Plata – Atlanta Buenos Aires 2:1 Carlos Della Savia (2, 1k) - Ricardo A. Roldán                                                                 |
| 16 sierpnia 1973 | Boca Juniors – Argentinos Juniors 3:1 Enzo Ferrero, Hugo Curioni, Claudio Casares - Horacio Cordero (k) mecz rozegrany został na stadionie klubu Atlanta Buenos Aires |

### Kolejka 28
| Data             | Mecz |
| ---------------- | --- |
| 17 sierpnia 1973 | Racing Club de Avellaneda – Ferro Carril Oeste 2:2 Francisco Rivadero, Alberto M. Jorge - Pedro Confesor, Carlos Infantino |
| 19 sierpnia 1973 | CA Huracán – Rosario Central 1:1 Omar Larrosa (k) - Aldo P. Poy                                                            |
| 19 sierpnia 1973 | River Plate – CA All Boys 1:3 René Daulte (k) - Domingo Cavallo, José Carlos Andrade “Zezinho” (2)                         |
| 19 sierpnia 1973 | CA Vélez Sarsfield – Independiente 2:0 Miguel Benito, Hugo Valenzuela                                                      |
| 19 sierpnia 1973 | Newell’s Old Boys – Boca Juniors 2:0 Daniel Marangoni, Hugo Promanzio                                                      |
| 19 sierpnia 1973 | Estudiantes La Plata – Chacarita Juniors 1:0 Ignacio Peña                                                                  |
| 19 sierpnia 1973 | Atlanta Buenos Aires – San Lorenzo de Almagro 0:0                                                                          |
| 19 sierpnia 1973 | CA Colón – Gimnasia y Esgrima La Plata 0:0                                                                                 |

### Kolejka 29
| Data             | Mecz |
| ---------------- | --- |
| 24 sierpnia 1973 | San Lorenzo de Almagro – CA Colón 3:0 Juan D. Giménez (2), Juan J. Irigoyen (k)                                     |
| 26 sierpnia 1973 | Rosario Central – River Plate 4:1 Daniel Aricó (k), Roberto C. Cabral (2), Oscar Rubiola - Carlos Morete            |
| 26 sierpnia 1973 | Boca Juniors – Atlanta Buenos Aires 0:0                                                                             |
| 26 sierpnia 1973 | Independiente – Estudiantes La Plata 0:1 Rubén Galletti                                                             |
| 26 sierpnia 1973 | Gimnasia y Esgrima La Plata – Racing Club de Avellaneda 3:1 Carlos A. Bulla (2), Carlos Della Savia - Héctor Milano |
| 26 sierpnia 1973 | Chacarita Juniors – CA Huracán 0:0 mecz rozegrany został na stadionie klubu Atlanta Buenos Aires                    |
| 26 sierpnia 1973 | Ferro Carril Oeste – CA Vélez Sarsfield 3:1 Juan D. Rocchia (2, 2k), Gerónimo Saccardi - Miguel Benito              |
| 26 sierpnia 1973 | Argentinos Juniors – Newell’s Old Boys 1:0 Carlos A. Pinasco                                                        |

### Kolejka 30
| Data            | Mecz |
| --------------- | --- |
| 1 września 1973 | River Plate – Chacarita Juniors 0:0 |
| 2 września 1973 | CA Huracán – Independiente 1:0 René Houseman                                                                                              |
| 2 września 1973 | CA Colón – Boca Juniors 0:2 Roberto Mouzo, Rubén Peracca                                                                                  |
| 2 września 1973 | Racing Club de Avellaneda – San Lorenzo de Almagro 1:1 Alberto M. Jorge - Juan J. Irigoyen                                                |
| 2 września 1973 | Estudiantes La Plata – Ferro Carril Oeste 1:0 Ignacio Peña                                                                                |
| 2 września 1973 | CA Vélez Sarsfield – Gimnasia y Esgrima La Plata 3:2 Miguel Benito, Hugo Gottfrit s, Juan A. Sayago - Carlos A. Bulla, Héctor H. Villagra |
| 2 września 1973 | CA All Boys – Rosario Central 1:0 José Carlos Andrade “Zezinho”                                                                           |
| 2 września 1973 | Atlanta Buenos Aires – Argentinos Juniors 1:0 Juan A. Gómez Voglino                                                                       |

### Kolejka 31
| Data            | Mecz |
| --------------- | --- |
| 7 września 1973 | Independiente – River Plate 1:0 Daniel Bertoni |
| 7 września 1973 | Ferro Carril Oeste – CA Huracán 0:0 |
| 7 września 1973 | Boca Juniors – Racing Club de Avellaneda 1:1 Roberto Rogel - Néstor Scotta |
| 7 września 1973 | San Lorenzo de Almagro – CA Vélez Sarsfield 2:0 Horacio Salinas, Juan J. Irigoyen według RSSSF mecz rozegrany został na stadionie klubu Atlanta Buenos Aires                                    |
| 7 września 1973 | Gimnasia y Esgrima La Plata – Estudiantes La Plata 1:1 Eduardo Marasco - Rubén Galletti |
| 7 września 1973 | Newell’s Old Boys – Atlanta Buenos Aires 2:0 Hugo Promanzio, Mario N. Zanabria |
| 7 września 1973 | Argentinos Juniors – CA Colón 0:0 |
| 7 września 1973 | Chacarita Juniors – CA All Boys 2:3 Carlos Ayala, Jorge Buzzo (k) - Epifanio Medina (k), Ángel Mamberto, Rubén Paira według RSSSF mecz rozegrany został na stadionie klubu Atlanta Buenos Aires |

### Kolejka 32
| Data             | Mecz                                                                                              |
| ---------------- | ------------------------------------------------------------------------------------------------- |
| 14 września 1973 | Racing Club de Avellaneda – Argentinos Juniors 2:0 Hugo Gottardi, Carlos Squeo                    |
| 16 września 1973 | CA Huracán – Gimnasia y Esgrima La Plata 1:2 Omar Larrosa (k) - Roberto Gonzalo, José R. Palacios |
| 16 września 1973 | River Plate – Ferro Carril Oeste 1:1 Luis Papandrea s - Carlos A. Vidal                           |
| 16 września 1973 | CA Vélez Sarsfield – Boca Juniors 2:1 Miguel Benito, Rodolfo Fucceneco - Roberto Rogel            |
| 16 września 1973 | Rosario Central – Chacarita Juniors 1:1 Daniel Aricó (k) - Miguel A. Converti (syn)               |
| 16 września 1973 | Estudiantes La Plata – San Lorenzo de Almagro 0:0                                                 |
| 16 września 1973 | CA All Boys – Independiente 0:1 Luis Belvedere s                                                  |
| 16 września 1973 | CA Colón – Newell’s Old Boys 1:1 Ernesto J. Álvarez - Ernesto J. Álvarez s                        |

### Kolejka 33
| Data             | Mecz |
| ---------------- | --- |
| 21 września 1973 | San Lorenzo de Almagro – CA Huracán 1:0 Sergio Villar mecz rozegrany został na stadionie klubu CA Vélez Sarsfield              |
| 21 września 1973 | Gimnasia y Esgrima La Plata – River Plate 2:2 José R. Palacios, Hugo Rivero - Carlos Morete, Carlos A. Avanzi (k)              |
| 21 września 1973 | Independiente – Rosario Central 3:1 Daniel Bertoni (2), Ricardo Pavoni (k) - Carlos Aimar                                      |
| 21 września 1973 | Argentinos Juniors – CA Vélez Sarsfield 1:0 Carlos A. Pinasco                                                                  |
| 21 września 1973 | Atlanta Buenos Aires – CA Colón 0:0                                                                                            |
| 21 września 1973 | Newell’s Old Boys – Racing Club de Avellaneda 2:2 Pastor Barreiro, Mario N. Zanabria (k) - Hugo Gottardi, Alberto M. Jorge (k) |
| 21 września 1973 | Ferro Carril Oeste – CA All Boys 2:1 César Lorea, Juan D. Rocchia (k) - Epifanio Medina (k)                                    |
| 22 września 1973 | Boca Juniors – Estudiantes La Plata 3:1 Osvaldo Potente (3) - Ignacio Peña (k)                                                 |

### Kolejka 34
| Data             | Mecz |
| ---------------- | --- |
| 28 września 1973 | Racing Club de Avellaneda – Atlanta Buenos Aires 3:3 Alberto M. Jorge (2), Jorge Kaliszuk - Ángel Ferreyra, Juan A. Gómez Voglino (2) |
| 30 września 1973 | River Plate – San Lorenzo de Almagro 2:3 Ricardo Pellerano, Víctor Marchetti - Héctor Pitarch, Horacio Salinas, Carlos Veglio         |
| 30 września 1973 | CA Huracán – Boca Juniors 2:2 Eduardo Quiroga, Omar Larrosa - Hugo Curioni (2)                                                        |
| 30 września 1973 | Estudiantes La Plata – Argentinos Juniors 4:0 Rubén Bedogni (3), Abraham Amado                                                        |
| 30 września 1973 | CA All Boys – Gimnasia y Esgrima La Plata 2:1 Epifanio Medina (2, 1k) - Eduardo Marasco                                               |
| 30 września 1973 | Rosario Central – Ferro Carril Oeste 2:1 Aldo P. Poy (2) - César Lorea                                                                |
| 30 września 1973 | CA Vélez Sarsfield – Newell’s Old Boys 3:2 Miguel Benito (k), Luis Oruezábal (2) - Santiago Santamaría, Mario N. Zanabria             |
| 30 września 1973 | Chacarita Juniors – Independiente 2:0 Luis A. Álvarez, Carlos M. García Cambón                                                        |

### Końcowa tabela Metropolitano 1973
| Poz | Klub                        | Mecze | Zw | Rem | Por | Pkt | BrZd | BrStr |
| --- | --------------------------- | ----- | -- | --- | --- | --- | ---- | ----- |
| 1   | CA Huracán                  | 32    | 19 | 8   | 5   | 46  | 62   | 30    |
| 2   | Boca Juniors                | 32    | 18 | 6   | 8   | 42  | 69   | 37    |
| 3   | San Lorenzo de Almagro      | 32    | 15 | 10  | 7   | 40  | 52   | 37    |
| 4   | Independiente               | 32    | 15 | 8   | 9   | 38  | 44   | 32    |
| 5   | River Plate                 | 32    | 15 | 7   | 10  | 37  | 59   | 56    |
| 6   | CA Vélez Sarsfield          | 32    | 13 | 8   | 11  | 34  | 49   | 46    |
| 7   | Estudiantes La Plata        | 32    | 12 | 9   | 11  | 33  | 51   | 47    |
| 8   | Rosario Central             | 32    | 12 | 9   | 11  | 33  | 44   | 46    |
| 9   | Atlanta Buenos Aires        | 32    | 12 | 8   | 12  | 32  | 33   | 39    |
| 10  | Argentinos Juniors          | 32    | 12 | 7   | 13  | 31  | 41   | 50    |
| 11  | Gimnasia y Esgrima La Plata | 32    | 9  | 12  | 11  | 30  | 54   | 55    |
| 12  | Racing Club de Avellaneda   | 32    | 8  | 14  | 10  | 30  | 44   | 47    |
| 13  | Chacarita Juniors           | 32    | 8  | 11  | 13  | 27  | 34   | 46    |
| 14  | Newell’s Old Boys           | 32    | 10 | 6   | 16  | 26  | 45   | 54    |
| 15  | CA Colón                    | 32    | 5  | 14  | 13  | 24  | 32   | 45    |
| 16  | CA All Boys                 | 32    | 8  | 5   | 19  | 21  | 34   | 60    |
| 17  | Ferro Carril Oeste          | 32    | 7  | 6   | 19  | 20  | 36   | 56    |

W roku 1973 mistrzem Argentyny Metropolitano został CA Huracán, zapewniając sobie tym samym udział w Copa Libertadores 1974. Żaden klub nie spadł do drugiej ligi.

### Klasyfikacja strzelców bramek Metropolitano 1973
| Gole | Piłkarz            | Klub                 |
| ---- | ------------------ | -------------------- |
| 17   | Hugo Curioni       | Boca Juniors         |
| 17   | Oscar Más          | River Plate          |
| 17   | Ignacio Peña       | Estudiantes La Plata |
| 15   | Juan Gómez Voglino | Atlanta Buenos Aires |
| 15   | Omar Larrosa       | CA Huracán           |
| 15   | Osvaldo Potente    | Boca Juniors         |

## Campeonato Nacional 1973
W Campeonato Nacional wzięło udział 30 klubów – 17 klubów biorących udział w mistrzostwach Metropolitano oraz 13 klubów z prowincji. Prowincjonalna trzynastka została wyłoniona podczas rozgrywek klasyfikacyjnych klubów które wygrały swoje ligi prowincjonalne w roku 1972. W sezonie 1973 w mistrzostwach Nacional wzięły udział następujące kluby z regionu stołecznego (Metropolitano): CA All Boys, Argentinos Juniors, Atlanta Buenos Aires, Boca Juniors, Chacarita Juniors, CA Colón, Estudiantes La Plata, Ferro Carril Oeste, Gimnasia y Esgrima La Plata, CA Huracán, Independiente, Newell’s Old Boys, Racing Club de Avellaneda, River Plate, Rosario Central, San Lorenzo de Almagro, CA Vélez Sarsfield
Do pierwszej ligi mistrzostw Nacional w sezonie 1973 zakwalifikowały się następujące kluby z prowincji: Atlético Tucumán, Belgrano Córdoba, Chaco For Ever Resistencia, Cipolletti, Desamparados San Juan, Gimnasia y Esgrima Jujuy, Independiente Rivadavia Mendoza, Instituto Córdoba, Juventud Antoniana Salta, Kimberley Mar del Plata, San Lorenzo Mar del Plata, San Martín Mendoza, San Martín Tucumán
W fazie grupowej 30 uczestników podzielono na 2 grupy A i B po 15 klubów w każdej grupie. Mecze w grupach rozegrano systemem każdy z każdym po jednym meczu, bez rewanżów. Ponieważ liczba klubów w każdej grupie była nieparzysta, dodatkowo rozgrywano mecze międzygrupowe między pauzującymi klubami, dlatego każdy z klubów w fazie grupowej zaliczył po 15 meczów. Z każdej grupy do finału awansowały 2 drużyny, co dało łącznie 4 kluby w finale. Tutaj rozegrano mecze systemem każdy z każdym także po jednym meczu. Zwycięzca grupy finałowej zdobył mistrzostwo Argentyny Nacional.

### Kolejka 1
Grupa A
| Data                | Mecz |
| ------------------- | --- |
| 5 października 1973 | San Lorenzo de Almagro – CA Vélez Sarsfield 2:2 Héctor Pitarch, Juan C. Piris - Julio Asad, Luis Oruezábal          |
| 5 października 1973 | San Martín Tucumán – San Lorenzo Mar del Plata 1:0 Gualberto Muggione (k)                                           |
| 5 października 1973 | Estudiantes La Plata – Juventud Antoniana Salta 3:0 Camilo Aguilar (3)                                              |
| 5 października 1973 | Cipolletti – San Martín Mendoza 3:1 Marcelo Urteaga (2), Jorge Ballejos - Félix Salguero                            |
| 5 października 1973 | CA All Boys – River Plate 0:1 Carlos Morete mecz rozegrany został na stadionie klubu CA Vélez Sarsfield             |
| 6 października 1973 | Chacarita Juniors – Racing Club de Avellaneda 2:1 Carlos M. García Cambón, Miguel A. Converti (syn) - Hugo Gottardi |
| 6 października 1973 | Instituto Córdoba – Newell’s Old Boys 0:1 Daniel Marangoni                                                          |

Grupa B
| Data                | Mecz |
| ------------------- | --- |
| 5 października 1973 | Independiente – Atlanta Buenos Aires 1:3 Rubén Galván - Juan A. Gómez Voglino (k), Rubén Cano, Alejandro Onnis                                              |
| 5 października 1973 | Kimberley Mar del Plata – Atlético Tucumán 1:1 Víctor E. Roldán - Horacio Santillán                                                                         |
| 5 października 1973 | Rosario Central – Belgrano Córdoba 4:0 Daniel Aricó (2, 1k), Rubén Rodríguez, Eduardo Solari                                                                |
| 5 października 1973 | Ferro Carril Oeste – CA Huracán 0:2 Juan D. Rocchia s, Leónidas del Valle (k)                                                                               |
| 5 października 1973 | Independiente Rivadavia Mendoza – Desamparados San Juan 0:0                                                                                                 |
| 5 października 1973 | Gimnasia y Esgrima Jujuy – Gimnasia y Esgrima La Plata 4:3 Raúl Chaparro (2), Dante Lugo, Hugo Cerrizuela - José R. Palacios, Hugo Pedraza, Carlos A. Bulla |
| 8 października 1973 | Boca Juniors – Argentinos Juniors 1:0 Osvaldo Potente |

Mecz międzygrupowy
| Data                | Mecz |
| ------------------- | --- |
| 5 października 1973 | Chaco For Ever Resistencia – CA Colón 4:1 Oscar A. Palavecino (2), Ramón Vargas k, Pedro Olivera - Humberto Zuccarelli k |

### Kolejka 2
Grupa A
| Data                 | Mecz |
| -------------------- | --- |
| 9 października 1973  | River Plate – Instituto Córdoba 3:1 Norberto Alonso (2), Ernesto Mastrángelo - Mario Kempes                                                       |
| 10 października 1973 | Racing Club de Avellaneda – Estudiantes La Plata 0:0                                                                                              |
| 10 października 1973 | CA Vélez Sarsfield – Chacarita Juniors 3:2 Oscar Fornari, Miguel Benito (2) - Franco Frassoldati, Miguel A. Converti (syn)                        |
| 10 października 1973 | San Lorenzo Mar del Plata – Cipolletti 2:2 Norberto Eresuma, Juan D. Loyola - Jorge Ballejos (k), Félix Villalba                                  |
| 10 października 1973 | Juventud Antoniana Salta – CA All Boys 1:2 Ramón Robledo - Valentín Sánchez (2)                                                                   |
| 10 października 1973 | San Martín Mendoza – CA Colón 3:2 Juan V. Guzmán, José A. Tébez, Juan F. Barroso - Carlos L. Zibecchi, Daniel Borgna                              |
| 10 października 1973 | Newell’s Old Boys – San Martín Tucumán 5:2 Osvaldo Cerqueiro, Mario N. Zanabria (2), Manuel Magán, Arsenio Ribecca - Julio R. Villa, Enrique Sosa |

Grupa B
| Data                 | Mecz |
| -------------------- | --- |
| 10 października 1973 | Atlanta Buenos Aires – Ferro Carril Oeste 4:2 Juan A. Gómez Voglino (3), Héctor Candau - Juan D. Rocchia (k), Héctor Arregui |
| 10 października 1973 | Belgrano Córdoba – Boca Juniors 3:2 Miguel A. Laciar (2), Alberto De Sá - Hugo Curioni, Jorge J. Benítez                     |
| 10 października 1973 | Argentinos Juniors – Gimnasia y Esgrima Jujuy 3:0 José Pekerman (2), Carlos A. Pinasco                                       |
| 10 października 1973 | Atlético Tucumán – Rosario Central 1:1 René Alderete - Daniel Aricó                                                          |
| 10 października 1973 | Chaco For Ever Resistencia – Independiente Rivadavia Mendoza 2:1 Oscar A. Palavecino, Orlando Genolet - Carlos S. Benítez    |
| 10 października 1973 | Gimnasia y Esgrima La Plata – Independiente 3:0 Carlos Della Savia (k), Walter Durso, Miguel A. López s                      |
| 10 października 1973 | Desamparados San Juan – Kimberley Mar del Plata 0:0                                                                          |

Mecz międzygrupowy
| Data                 | Mecz |
| -------------------- | --- |
| 16 października 1973 | San Lorenzo de Almagro – CA Huracán 2:2 Roberto Telch, Héctor Scotta (k) - Roque Avallay, Carlos Babington (k) mecz rozegrany został na stadionie klubu Boca Juniors |

### Kolejka 3
Grupa A
| Data                 | Mecz |
| -------------------- | --- |
| 14 października 1973 | San Martín Tucumán – River Plate 2:3 Enrique Sosa, Julio R. Villa - Jorge Ghiso, Carlos Morete, Ernesto Mastrángelo       |
| 14 października 1973 | Instituto Córdoba – Juventud Antoniana Salta 1:0 Osvaldo Ardiles                                                          |
| 14 października 1973 | Cipolletti – Newell’s Old Boys 1:2 Carlos Raschia - Daniel Marangoni, Mario N. Zanabria                                   |
| 14 października 1973 | CA All Boys – Racing Club de Avellaneda 2:3 Ángel Mamberto, Epifanio Medina - Néstor Scotta, Ramón Noguera, Hugo Gottardi |
| 14 października 1973 | Estudiantes La Plata – CA Vélez Sarsfield 0:0                                                                             |
| 14 października 1973 | Chacarita Juniors – San Lorenzo de Almagro 0:0                                                                            |
| 14 października 1973 | CA Colón – San Lorenzo Mar del Plata 1:0 Daniel Borgna                                                                    |

Grupa B
| Data                 | Mecz |
| -------------------- | --- |
| 13 października 1973 | Boca Juniors – Atlético Tucumán 4:2 Osvaldo Potente (2), Enzo Ferrero, Hugo Curioni - Horacio Santillán (2, 1k) |
| 14 października 1973 | Independiente – Argentinos Juniors 2:0 Ricardo Bochini (2)                                                      |
| 14 października 1973 | Kimberley Mar del Plata – Chaco For Ever Resistencia 1:1 Alejandro Loffredo - Atilano González                  |
| 14 października 1973 | CA Huracán – Atlanta Buenos Aires 1:0 Miguel Brindisi                                                           |
| 14 października 1973 | Ferro Carril Oeste – Gimnasia y Esgrima La Plata 0:1 Walter Durso                                               |
| 14 października 1973 | Rosario Central – Desamparados San Juan 1:0 Rubén Rodríguez                                                     |
| 14 października 1973 | Gimnasia y Esgrima Jujuy – Belgrano Córdoba 1:1 Oscar Ochoaizpur - Fernando Moreschini                          |

Mecz międzygrupowy
| Data                 | Mecz                                                                    |
| -------------------- | ----------------------------------------------------------------------- |
| 14 października 1973 | Independiente Rivadavia Mendoza – San Martín Mendoza 0:1 Félix Salguero |

### Kolejka 4
Grupa A
| Data                 | Mecz |
| -------------------- | --- |
| 21 października 1973 | Racing Club de Avellaneda – Instituto Córdoba 4:3 Roberto Salvatierra, Néstor Scotta (2, 1k), Hugo Gottardi - José L. Saldaño (3) |
| 21 października 1973 | River Plate – Cipolletti 4:2 Carlos Morete, Norberto Alonso, Juan J. López (2) - Norberto Espada, Jorge Ballejos                  |
| 21 października 1973 | San Lorenzo Mar del Plata – San Martín Mendoza 3:0 José Messina, Gregorio Dubrowszcyk s, Manuel Zurita                            |
| 21 października 1973 | Newell’s Old Boys – CA Colón 2:1 Manuel Magán, Mario N. Zanabria - Daniel Olivares                                                |
| 21 października 1973 | CA Vélez Sarsfield – CA All Boys 2:0 Miguel Benito, Miguel A. Reguera                                                             |
| 21 października 1973 | San Lorenzo de Almagro – Estudiantes La Plata 1:0 Horacio Rodríguez s                                                             |
| 21 października 1973 | Juventud Antoniana Salta – San Martín Tucumán 1:1 Sergio A. Robles (k) - Luis A. Cassano                                          |

Grupa B
| Data                 | Mecz |
| -------------------- | --- |
| 19 października 1973 | Gimnasia y Esgrima La Plata – CA Huracán 1:2 Carlos Della Savia - René Houseman, Miguel Brindisi                 |
| 21 października 1973 | Desamparados San Juan – Boca Juniors 1:2 Isaac Paz (k) - Jorge J. Benítez, Roberto Rogel                         |
| 21 października 1973 | Chaco For Ever Resistencia – Rosario Central 1:2 Oscar A. Palavecino - Aldo P. Poy, Daniel Aricó                 |
| 21 października 1973 | Independiente Rivadavia Mendoza – Kimberley Mar del Plata 2:1 Darío Felman, Eduardo M. Méndez - Sergio Fortunato |
| 21 października 1973 | Argentinos Juniors – Ferro Carril Oeste 1:0 Carlos A. Pinasco                                                    |
| 21 października 1973 | Belgrano Córdoba – Independiente 1:1 José O. Reinaldi - Daniel Bertoni (k)                                       |
| 21 października 1973 | Atlético Tucumán – Gimnasia y Esgrima Jujuy 4:0 Horacio Santillán (2), Armando Quinteros (2)                     |

Mecz międzygrupowy
| Data                 | Mecz |
| -------------------- | --- |
| 21 października 1973 | Chacarita Juniors – Atlanta Buenos Aires 1:3 Franco Frassoldati - Ángel Ferreyra, Juan A. Gómez Voglino, Rubén Cano mecz rozegrany został na stadionie klubu Ferro Carril Oeste |

### Kolejka 5
Grupa A
| Data                 | Mecz |
| -------------------- | --- |
| 23 października 1973 | CA All Boys – San Lorenzo de Almagro 1:1 Luis Belvedere - Héctor Veira mecz rozegrany został na stadionie klubu Atlanta Buenos Aires |
| 24 października 1973 | CA Colón – River Plate 0:1 Carlos Morete                                                                                             |
| 24 października 1973 | San Martín Tucumán – Racing Club de Avellaneda 1:2 Gualberto Muggione - Néstor Scotta, Alberto M. Jorge                              |
| 24 października 1973 | Cipolletti – Juventud Antoniana Salta 5:0 Carlos Raschia, Jorge Ballejos (3), Marcelo Urteaga                                        |
| 24 października 1973 | Instituto Córdoba – CA Vélez Sarsfield 1:1 Abel Montoya - Miguel Benito                                                              |
| 24 października 1973 | San Martín Mendoza – Newell’s Old Boys 0:0                                                                                           |
| 24 października 1973 | Estudiantes La Plata – Chacarita Juniors 5:2 Carlos A. Pandolfi (3), Camilo Aguilar (2) - Jorge Buzzo (2, 1k)                        |

Grupa B
| Data                 | Mecz |
| -------------------- | --- |
| 24 października 1973 | CA Huracán – Argentinos Juniors 2:0 Miguel Brindisi, René Houseman mecz rozegrany został na stadionie klubu CA Vélez Sarsfield                 |
| 24 października 1973 | Boca Juniors – Chaco For Ever Resistencia 5:0 Hugo Curioni (3, 1k), Atilano González s, Rodolfo C. Rodríguez                                   |
| 24 października 1973 | Rosario Central – Independiente Rivadavia Mendoza 4:1 Carlos Aimar, Roberto C. Cabral, Eduardo Solari, Aurelio J. Pascuttini - Daniel Killer s |
| 24 października 1973 | Atlanta Buenos Aires – Gimnasia y Esgrima La Plata 2:0 Juan A. Gómez Voglino, Jorge Ribolzi                                                    |
| 24 października 1973 | Gimnasia y Esgrima Jujuy – Desamparados San Juan 1:3 José D. Valencia - Salvador Signorelli, Salvador Spadano, Vicente Vega                    |
| 24 października 1973 | Belgrano Córdoba – Ferro Carril Oeste 2:0 Fernando Moreschini, Alberto De Sá                                                                   |
| 24 października 1973 | Atlético Tucumán – Independiente 1:1 Raúl Díaz - Eduardo Maglioni                                                                              |

Mecz międzygrupowy
| Data                 | Mecz                                                    |
| -------------------- | ------------------------------------------------------- |
| 24 października 1973 | San Lorenzo Mar del Plata – Kimberley Mar del Plata 0:0 |

### Kolejka 6
Grupa A
| Data                 | Mecz |
| -------------------- | --- |
| 26 października 1973 | Chacarita Juniors – CA All Boys 1:1 Jorge Buzzo (k) - Domingo Cavallo                                             |
| 28 października 1973 | Racing Club de Avellaneda – Cipolletti 4:0 Néstor Scotta, Alberto M. Jorge (2), Hugo Gottardi                     |
| 28 października 1973 | Juventud Antoniana Salta – CA Colón 0:2 Ernesto J. Álvarez, César Brítez                                          |
| 28 października 1973 | San Lorenzo de Almagro – Instituto Córdoba 2:2 Carlos Veglio, Héctor Scotta - Mario Kempes, José L. Ceballos      |
| 28 października 1973 | River Plate – San Martín Mendoza 3:0 Carlos Morete, Norberto Alonso (2)                                           |
| 28 października 1973 | Newell’s Old Boys – San Lorenzo Mar del Plata 1:2 Mario N. Zanabria - Norberto Eresuma, José Messina              |
| 28 października 1973 | CA Vélez Sarsfield – San Martín Tucumán 4:1 Luis Oruezábal, Miguel Benito (2, 1k), Carlos Squeo - Luis A. Cassano |

Grupa B
| Data                 | Mecz |
| -------------------- | --- |
| 28 października 1973 | Atlético Tucumán – Ferro Carril Oeste 2:1 José Solórzano, Horacio Santillán - Pedro Patti                                                                  |
| 28 października 1973 | Chaco For Ever Resistencia – Gimnasia y Esgrima Jujuy 2:4 Ramón Vargas (k), Leonardo Rotger - Dante Lugo (2), Eduardo Morales, Raúl Chaparro               |
| 28 października 1973 | Belgrano Córdoba – CA Huracán 1:1 Alberto De Sá - Leónidas del Valle                                                                                       |
| 28 października 1973 | Kimberley Mar del Plata – Rosario Central 1:3 Alejandro Loffredo - Luis A. Giribet (2), Roberto C. Cabral                                                  |
| 28 października 1973 | Argentinos Juniors – Atlanta Buenos Aires 3:5 Alberto P. Tardivo, Horacio Cordero (k), Eduardo Cicarello - Rubén Cano (3), Alejandro Onnis, Oscar Curbetti |
| 28 października 1973 | Desamparados San Juan – Independiente 1:0 Vicente Vega |
| 28 października 1973 | Independiente Rivadavia Mendoza – Boca Juniors 1:0 Juan C. Ibáñez                                                                                          |

Mecz międzygrupowy
| Data                 | Mecz                                                                                 |
| -------------------- | ------------------------------------------------------------------------------------ |
| 28 października 1973 | Gimnasia y Esgrima La Plata – Estudiantes La Plata 1:1 Hugo Echauri - Rubén Galletti |

### Kolejka 7
Grupa A
| Data             | Mecz |
| ---------------- | --- |
| 1 listopada 1973 | CA Colón – Racing Club de Avellaneda 4:3 Ernesto J. Álvarez, Humberto Zuccarelli (2, 1k), Carlos L. Zibecchi - Néstor Scotta, Héctor Milano, Rodolfo Domínguez |
| 1 listopada 1973 | Instituto Córdoba – Chacarita Juniors 2:0 Mario Kempes (2) |
| 1 listopada 1973 | San Martín Mendoza – Juventud Antoniana Salta 4:1 Francisco Monárdez, Luis Márquez, Eduardo Maryllack, Juan F. Barroso - Mario Pachao                          |
| 1 listopada 1973 | San Lorenzo Mar del Plata – River Plate 2:1 Norberto Eresuma, Horacio Teiseire - Carlos Morete                                                                 |
| 1 listopada 1973 | CA All Boys – Estudiantes La Plata 3:2 Epifanio Medina (2, 1k), Rubén Paira - Carlos A. Pandolfi (2)                                                           |
| 1 listopada 1973 | Cipolletti – CA Vélez Sarsfield 0:2 Julio Asad, Luis Oruezábal                                                                                                 |
| 1 listopada 1973 | San Martín Tucumán – San Lorenzo de Almagro 0:2 Victorio Cocco, Carlos Veglio                                                                                  |

Grupa B
| Data                 | Mecz |
| -------------------- | --- |
| 31 października 1973 | Boca Juniors – Kimberley Mar del Plata 1:0 Roberto Mouzo                                                |
| 1 listopada 1973     | CA Huracán – Atlético Tucumán 2:2 Carlos Babington (k), Roque Avallay - Armando Quinteros (2)           |
| 1 listopada 1973     | Chaco For Ever Resistencia – Independiente 1:2 Oscar A. Palavecino - Agustín Balbuena, Eduardo Maglioni |
| 1 listopada 1973     | Atlanta Buenos Aires – Belgrano Córdoba 2:1 Juan A. Gómez Voglino (2) - Rubén Coletti                   |
| 1 listopada 1973     | Gimnasia y Esgrima Jujuy – Independiente Rivadavia Mendoza 0:1 Eduardo M.Méndez                         |
| 1 listopada 1973     | Gimnasia y Esgrima La Plata – Argentinos Juniors 1:1 Carlos A. Bulla (k) - Hugo Rivero s                |
| 1 listopada 1973     | Ferro Carril Oeste – Desamparados San Juan 1:1 Julio González s - Ángel Vega                            |

Mecz międzygrupowy
| Data             | Mecz                                                                          |
| ---------------- | ----------------------------------------------------------------------------- |
| 1 listopada 1973 | Newell’s Old Boys – Rosario Central 1:1 Osvaldo Cerqueiro - Roberto C. Cabral |

### Kolejka 8
Grupa A
| Data             | Mecz |
| ---------------- | --- |
| 3 listopada 1973 | CA Vélez Sarsfield – CA Colón 2:1 Heriberto Correa, Miguel Benito (k) - Héctor Lamberti                                                     |
| 4 listopada 1973 | Racing Club de Avellaneda – San Martín Mendoza 1:2 Ramón Mifflin - Juan V. Guzmán, Juan F. Barroso                                          |
| 4 listopada 1973 | Juventud Antoniana Salta – San Lorenzo Mar del Plata 2:1 Ricardo A. Roldán, Ramón Robledo - Osvaldo Mosconi                                 |
| 4 listopada 1973 | San Lorenzo de Almagro – Cipolletti 2:0 Héctor Scotta (2, 1k)                                                                               |
| 4 listopada 1973 | Chacarita Juniors – San Martín Tucumán 4:2 Roberto Manrique, Rubén Astigarraga, Raúl Poncio, Jorge E. Lizardo - Enrique Sosa, Juan A. Torga |
| 4 listopada 1973 | Estudiantes La Plata – Instituto Córdoba 1:0 Camilo Aguilar                                                                                 |
| 4 listopada 1973 | River Plate – Newell’s Old Boys 2:0 Carlos Morete (2)                                                                                       |

Grupa B
| Data             | Mecz |
| ---------------- | --- |
| 4 listopada 1973 | Belgrano Córdoba – Gimnasia y Esgrima La Plata 2:1 José O. Reinaldi, Alberto De Sá - Carlos A. Bulla                           |
| 4 listopada 1973 | Chaco For Ever Resistencia – Ferro Carril Oeste 2:0 Pedro Olivera, Oscar A. Palavecino                                         |
| 4 listopada 1973 | Atlético Tucumán – Atlanta Buenos Aires 1:0 Alberto R. González                                                                |
| 4 listopada 1973 | Desamparados San Juan – CA Huracán 1:3 Isaac Paz (k) - Carlos Babington (2, 1k), Miguel Brindisi                               |
| 4 listopada 1973 | Rosario Central – Boca Juniors 3:1 Ramón Bóveda (2), Daniel Aricó - Enzo Ferrero (k)                                           |
| 4 listopada 1973 | Independiente Rivadavia Mendoza – Independiente 2:1 Carlos S. Benítez, Juan C. Ibáñez - Eduardo Maglioni                       |
| 4 listopada 1973 | Kimberley Mar del Plata – Gimnasia y Esgrima Jujuy 4:1 Alejandro Loffredo (2), Víctor E. Roldán, Carlos Miori - Eduardo Massei |

Mecz międzygrupowy
| Data             | Mecz |
| ---------------- | --- |
| 4 listopada 1973 | CA All Boys – Argentinos Juniors 1:3 Valentín Sánchez - Carlos A. Pinasco (2), Rafael D. Moreno mecz rozegrany został na stadionie klubu Atlanta |

### Kolejka 9
Grupa A
| Data              | Mecz |
| ----------------- | --- |
| 11 listopada 1973 | Newell’s Old Boys – Juventud Antoniana Salta 4:2 Juan R. Rocha, Manuel Magán (2), Mario N. Zanabria - Ramón Robledo, Antonio Lezcano |
| 11 listopada 1973 | San Martín Tucumán – Estudiantes La Plata 0:1 Abraham Amado                                                                          |
| 11 listopada 1973 | San Lorenzo Mar del Plata – Racing Club de Avellaneda 1:1 Norberto Eresuma - Néstor Scotta (k)                                       |
| 11 listopada 1973 | Instituto Córdoba – CA All Boys 3:1 Osvaldo Ardiles, Mario Kempes, José Báez - Epifanio Medina (k)                                   |
| 11 listopada 1973 | San Martín Mendoza – CA Vélez Sarsfield 1:1 Héctor Suárez - Luis Oruezábal                                                           |
| 11 listopada 1973 | CA Colón – San Lorenzo de Almagro 1:1 Enzo Trossero - Victorio Cocco                                                                 |
| 11 listopada 1973 | Cipolletti – Chacarita Juniors 0:0                                                                                                   |

Grupa B
| Data              | Mecz |
| ----------------- | --- |
| 9 listopada 1973  | Argentinos Juniors – Belgrano Córdoba 1:2 Carlos A. Pinasco - José O. Reinaldi, Miguel A. Laciar mecz rozegrany został na stadionie klubu San Lorenzo de Almagro |
| 11 listopada 1973 | Independiente – Kimberley Mar del Plata 2:1 Daniel Bertoni, Ricardo Pavoni - Carlos H. Miori                                                                     |
| 11 listopada 1973 | Gimnasia y Esgrima Jujuy – Rosario Central 1:0 Carlos Rearte |
| 11 listopada 1973 | Ferro Carril Oeste – Independiente Rivadavia Mendoza 2:1 Pedro Patti, Carlos A. Vidal - Darío Felman                                                             |
| 11 listopada 1973 | CA Huracán – Chaco For Ever Resistencia 1:0 Carlos Babington (k)                                                                                                 |
| 11 listopada 1973 | Gimnasia y Esgrima La Plata – Atlético Tucumán 2:1 Carlos A. Bulla, Walter Durso - Juan C. Díaz                                                                  |
| 11 listopada 1973 | Atlanta Buenos Aires – Desamparados San Juan 2:2 Rubén Cano, Juan A. Gómez Voglino (k) - Vicente Vega, Jesús Rivarola                                            |

Mecz międzygrupowy
| Data              | Mecz                                                                                                  |
| ----------------- | --- |
| 11 listopada 1973 | Boca Juniors – River Plate 0:1 Carlos Morete mecz rozegrany został na stadionie klubu Vélez Sarsfield |

### Kolejka 10
Grupa A
| Data              | Mecz |
| ----------------- | --- |
| 14 listopada 1973 | Racing Club de Avellaneda – Newell’s Old Boys 0:4 Oscar Coullery, Mario N. Zanabria, Manuel Magán, Juan R. Rocha |
| 14 listopada 1973 | Juventud Antoniana Salta – River Plate 0:0                                                                       |
| 14 listopada 1973 | San Lorenzo de Almagro – San Martín Mendoza 2:0 Victorio Cocco, Carlos Veglio                                    |
| 14 listopada 1973 | San Martín Tucumán – CA All Boys 1:0 Rubén Luna                                                                  |
| 14 listopada 1973 | Estudiantes La Plata – Cipolletti 1:0 Carlos A.Pandolfi                                                          |
| 14 listopada 1973 | Chacarita Juniors – CA Colón 2:0 Jorge Buzzo (k), Juan A. Troilo                                                 |
| 15 listopada 1973 | CA Vélez Sarsfield – San Lorenzo Mar del Plata 1:1 Julio Asad - Juan D. Loyola (k)                               |

Grupa B
| Data              | Mecz |
| ----------------- | --- |
| 14 listopada 1973 | Independiente Rivadavia Mendoza – CA Huracán 3:3 Carlos S. Benítez, Darío Felman (2) - René Houseman, Miguel Brindisi (2)       |
| 14 listopada 1973 | Desamparados San Juan – Gimnasia y Esgrima La Plata 4:1 Luis Brizuela, Salvador Spadano (2), Hugo Gottfrit s - Pedro A. Gallina |
| 14 listopada 1973 | Rosario Central – Independiente 2:1 Aldo P. Poy (2) - Aurelio J. Pascuttini s                                                   |
| 14 listopada 1973 | Atlético Tucumán – Argentinos Juniors 1:3 Alberto R. González - Horacio Cordero (2), Carlos A. Pinasco                          |
| 14 listopada 1973 | Boca Juniors – Gimnasia y Esgrima Jujuy 2:1 Enzo Ferrero, Claudio Casares - Celso Fernández                                     |
| 14 listopada 1973 | Chaco For Ever Resistencia – Atlanta Buenos Aires 1:1 Oscar A. Palavecino - Horacio Ibáñez                                      |
| 14 listopada 1973 | Kimberley Mar del Plata – Ferro Carril Oeste 1:2 Julio A. Maldonado - Gerónimo Saccardi, Carlos A. Vidal                        |

Mecz międzygrupowy
| Data              | Mecz                                                   |
| ----------------- | ------------------------------------------------------ |
| 14 listopada 1973 | Belgrano Córdoba – Instituto Córdoba 1:0 Rubén Coletti |

### Kolejka 11
Grupa A
| Data              | Mecz |
| ----------------- | --- |
| 18 listopada 1973 | River Plate – Racing Club de Avellaneda 3:3 Carlos Morete (3) - Hugo Gottardi, Néstor Scotta (k), Roberto Salvatierra                                   |
| 18 listopada 1973 | Newell’s Old Boys – CA Vélez Sarsfield 0:1 Carlos Squeo (k)                                                                                             |
| 18 listopada 1973 | San Lorenzo Mar del Plata – San Lorenzo de Almagro 4:3 Osvaldo Mosconi, Norberto Eresuma (2), Juan D. Loyola (k) - Carlos Veglio (2), Héctor Scotta (k) |
| 18 listopada 1973 | San Martín Mendoza – Chacarita Juniors 3:3 Raúl Forteis s, Juan F. Barroso, Juan C. Pereyra (k) - Miguel A. Giachello (2), Miguel A. Converti (syn)     |
| 18 listopada 1973 | CA Colón – Estudiantes La Plata 2:0 Héctor Lamberti, Juan C. Gutiérrez                                                                                  |
| 18 listopada 1973 | Cipolletti – CA All Boys 4:4 Norberto Espada (2, 2k), Emilio Stagnaro, Jorge Ballejos - Ángel Mamberto, Domingo Cavallo (2), Rubén Paira                |
| 18 listopada 1973 | San Martín Tucumán – Instituto Córdoba 2:1 Julio R. Villa, Enrique Sosa - Enrique Rufinetti                                                             |

Grupa B
| Data              | Mecz |
| ----------------- | --- |
| 16 listopada 1973 | Atlanta Buenos Aires – Independiente Rivadavia Mendoza 3:1 Rubén Cano (2), Jorge Ribolzi - Víctor Legrotaglie |
| 18 listopada 1973 | Independiente – Boca Juniors 3:1 Mario Mendoza, Ricardo Pavoni (2, 1k) - Osvaldo Potente                      |
| 18 listopada 1973 | Ferro Carril Oeste – Rosario Central 0:0                                                                      |
| 18 listopada 1973 | CA Huracán – Kimberley Mar del Plata 4:0 Carlos Babington, Roque Avallay, Miguel Brindisi (2)                 |
| 18 listopada 1973 | Gimnasia y Esgrima La Plata – Chaco For Ever Resistencia 2:0 Héctor H. Villagra, Pedro A. Gallina             |
| 18 listopada 1973 | Argentinos Juniors – Desamparados San Juan 3:1 Rafael D. Moreno, Horacio Cordero (2, 1k) - Luis Brizuela      |
| 18 listopada 1973 | Belgrano Córdoba – Atlético Tucumán 2:0 José O. Reinaldi, Alberto De Sá (k)                                   |

Mecz międzygrupowy
| Data              | Mecz                                                    |
| ----------------- | ------------------------------------------------------- |
| 18 listopada 1973 | Gimnasia y Esgrima Jujuy – Juventud Antoniana Salta 0:0 |

### Kolejka 12
Grupa A
| Data              | Mecz |
| ----------------- | --- |
| 23 listopada 1973 | San Lorenzo de Almagro – Newell’s Old Boys 4:2 Horacio Salinas, Carlos Veglio, Juan C. Piris (k), Héctor Veira - Oscar Coullery, Manuel Magán |
| 25 listopada 1973 | CA All Boys – CA Colón 2:1 Carlos Devenutto, Epifanio Medina - Carlos L. Zibecchi                                                             |
| 25 listopada 1973 | Estudiantes La Plata – San Martín Mendoza 4:0 Rubén Bedogni (2), Rubén Galletti (2)                                                           |
| 25 listopada 1973 | Chacarita Juniors – San Lorenzo Mar del Plata 3:0 Carlos M. García Cambón, Ricardo Etcheverry s, Jorge Buzzo (k)                              |
| 25 listopada 1973 | CA Vélez Sarsfield – River Plate 1:2 Julio Asad - Enrique Wolff (k), Ernesto Mastrángelo                                                      |
| 25 listopada 1973 | Instituto Córdoba – Cipolletti 4:0 Mario Kempes (2), Alberto Beltrán, José L. Ceballos                                                        |
| 25 listopada 1973 | Racing Club de Avellaneda – Juventud Antoniana Salta 3:1 Hugo Gottardi, Néstor Scotta (2) - Juan C.Menéndez                                   |

Grupa B
| Data              | Mecz |
| ----------------- | --- |
| 25 listopada 1973 | Desamparados San Juan – Belgrano Córdoba 1:1 Salvador Spadano - Alberto De Sá |
| 25 listopada 1973 | Independiente Rivadavia Mendoza – Gimnasia y Esgrima La Plata 3:4 Armando Real, Carlos S. Benítez, Juan C. Soto - Walter Durso, Carlos A. Bulla, Pedro A. Gallina (2)                                   |
| 25 listopada 1973 | Rosario Central – CA Huracán 1:0 Roberto C. Cabral |
| 25 listopada 1973 | Boca Juniors – Ferro Carril Oeste 4:0 Enzo Ferrero (2), Ramón Ponce, Osvaldo Potente |
| 25 listopada 1973 | Gimnasia y Esgrima Jujuy – Independiente 2:2 Oscar Ochoaizpur (2) - Rubén González (2) |
| 25 listopada 1973 | Chaco For Ever Resistencia – Argentinos Juniors 0:2 Carlos A. Pinasco, Horacio Cordero |
| 25 listopada 1973 | Kimberley Mar del Plata – Atlanta Buenos Aires 0:2 walkower Sergio Fortunato - Juan A. Gómez Voglino, Rubén Cano mecz przerwany w 44 minucie przy stanie 1:2 – przyznano walkower 0:2 dla klubu Atlanta |

Mecz międzygrupowy
| Data              | Mecz |
| ----------------- | --- |
| 25 listopada 1973 | Atlético Tucumán – San Martín Tucumán 4:3 René Alderete, Julio C. Silva, Alberto R. González, Víctor H. Arroyo - Enrique Sosa, Manuel Herrera, Alfio Luna |

### Kolejka 13
Grupa A
| Data           | Mecz |
| -------------- | --- |
| 2 grudnia 1973 | River Plate – San Lorenzo de Almagro 1:2 Enrique Wolff (k) - Oscar Ortiz, Carlos Veglio                                   |
| 2 grudnia 1973 | Newell’s Old Boys – Chacarita Juniors 2:2 Mario N. Zanabria (k), José L. Giusti - Miguel A. Giachello, Franco Frassoldati |
| 2 grudnia 1973 | San Lorenzo Mar del Plata – Estudiantes La Plata 2:1 Héctor R. Arce (2) - Camilo Aguilar                                  |
| 2 grudnia 1973 | San Martín Mendoza – CA All Boys 3:1 Juan F. Barroso, Francisco Ibáñez (2) - Domingo Cavallo                              |
| 2 grudnia 1973 | CA Colón – Instituto Córdoba 3:1 Rodolfo Abate (2), Ernesto J. Álvarez - Mario Kempes                                     |
| 2 grudnia 1973 | Juventud Antoniana Salta – CA Vélez Sarsfield 1:2 Ricardo A. Roldán - Carlos Squeo, Julio Asad                            |
| 2 grudnia 1973 | Cipolletti – San Martín Tucumán 0:0                                                                                       |

Grupa B
| Data           | Mecz |
| -------------- | --- |
| 2 grudnia 1973 | Ferro Carril Oeste – Gimnasia y Esgrima Jujuy 2:1 Juan D. Rocchia (2, 1k) - Oscar Ochoaizpur                                                                                      |
| 2 grudnia 1973 | CA Huracán – Boca Juniors 0:1 Roberto Mouzo |
| 2 grudnia 1973 | Atlético Tucumán – Desamparados San Juan 2:1 José Solórzano, Julio C. Silva - Salvador Spadano                                                                                    |
| 2 grudnia 1973 | Gimnasia y Esgrima La Plata – Kimberley Mar del Plata 7:2 Walter Durso, Hugo Pedraza, Carlos A. Bulla (3, 2k), Hugo Echauri, Eduardo Marasco - Sergio Fortunato, Víctor E. Roldán |
| 2 grudnia 1973 | Argentinos Juniors – Independiente Rivadavia Mendoza 4:1 José Pekerman, Rafael D. Moreno (2, 1k), Eduardo Cicarello - Carlos S. Benítez                                           |
| 2 grudnia 1973 | Belgrano Córdoba – Chaco For Ever Resistencia 2:0 Rubén Lupo (k), Miguel A. Laciar                                                                                                |
| 2 grudnia 1973 | Atlanta Buenos Aires – Rosario Central 1:0 Juan A. Gómez Voglino |

Mecz międzygrupowy
| Data           | Mecz |
| -------------- | --- |
| 2 grudnia 1973 | Racing Club de Avellaneda – Independiente 1:3 Néstor Scotta - Daniel Bertoni, Eduardo Maglioni, Francisco Sá |

### Kolejka 14
Grupa A
| Data           | Mecz |
| -------------- | --- |
| 9 grudnia 1973 | CA Vélez Sarsfield – Racing Club de Avellaneda 2:1 Carlos Squeo (2) - Alberto M. Jorge                                                                 |
| 9 grudnia 1973 | San Martín Tucumán – CA Colón 1:2 Gualberto Muggione - César Brítez, Héctor Lamberti                                                                   |
| 9 grudnia 1973 | Instituto Córdoba – San Martín Mendoza 2:1 Mario Kempes (2) - Francisco Ibáñez                                                                         |
| 9 grudnia 1973 | Estudiantes La Plata – Newell’s Old Boys 5:0 Rubén Galletti (2), Camilo Aguilar (3)                                                                    |
| 9 grudnia 1973 | Chacarita Juniors – River Plate 1:0 Miguel A. Giachello                                                                                                |
| 9 grudnia 1973 | CA All Boys – San Lorenzo Mar del Plata 1:2 Arnaldo Martínez - Ricardo Etcheverry, Héctor R. Arce                                                      |
| 9 grudnia 1973 | San Lorenzo de Almagro – Juventud Antoniana Salta 5:1 Roberto Telch, Oscar Ortiz, Carlos Veglio, Victorio Cocco, Enrique Chazarreta - Sergio A. Robles |

Grupa B
| Data           | Mecz |
| -------------- | --- |
| 7 grudnia 1973 | Independiente – Ferro Carril Oeste 2:0 Agustín Balbuena, Daniel Bertoni                                                          |
| 9 grudnia 1973 | Independiente Rivadavia Mendoza – Belgrano Córdoba 2:0 Eusebio Ibáñez, Darío Felman                                              |
| 9 grudnia 1973 | Chaco For Ever Resistencia – Atlético Tucumán 1:1 Oscar Altamiranda - Víctor H. Arroyo                                           |
| 9 grudnia 1973 | Kimberley Mar del Plata – Argentinos Juniors 0:4 Alberto P. Tardivo, Carlos A. Pinasco (2), Rafael D. Moreno                     |
| 9 grudnia 1973 | Rosario Central – Gimnasia y Esgrima La Plata 3:2 Eduardo Solari, Carlos Aimar, Ramón Bóveda - Carlos A. Bulla (k), Walter Durso |
| 9 grudnia 1973 | Boca Juniors – Atlanta Buenos Aires 4:1 Enzo Ferrero, Hugo Curioni (2), Jorge J. Benítez - Juan A. Gómez Voglino (k)             |
| 9 grudnia 1973 | Gimnasia y Esgrima Jujuy – CA Huracán 1:4 Oscar Ochoaizpur - Roque Avallay (2), Miguel Brindisi, Eduardo Quiroga                 |

Mecz międzygrupowy
| Data           | Mecz                                                                                          |
| -------------- | --------------------------------------------------------------------------------------------- |
| 9 grudnia 1973 | Cipolletti – Desamparados San Juan 2:2 Félix Villalba, Norberto Espada - Salvador Spadano (2) |

### Kolejka 15
Grupa A
| Data            | Mecz |
| --------------- | --- |
| 16 grudnia 1973 | River Plate – Estudiantes La Plata 4:3 Enrique Wolff, Carlos Morete, Edgardo Di Meola, Reynaldo Merlo - Victoriano Dominé, Rubén Galletti, Baudilio Jáuregui s według RSSSF mecz rozegrany został na stadionie klubu Ferro Carril Oeste |
| 16 grudnia 1973 | Racing Club de Avellaneda – San Lorenzo de Almagro 0:2 Oscar Ortiz, Carlos Veglio |
| 16 grudnia 1973 | Newell’s Old Boys – CA All Boys 4:0 Waldemar Nicoletti, Rubén Coria (2, 1k), Jorge Valdano |
| 16 grudnia 1973 | San Lorenzo Mar del Plata – Instituto Córdoba 0:2 Osvaldo Ardiles, Mario Kempes |
| 16 grudnia 1973 | San Martín Mendoza – San Martín Tucumán 0:2 Víctor Pereyra, Rubén Luna |
| 16 grudnia 1973 | Juventud Antoniana Salta – Chacarita Juniors 3:2 Sergio A. Robles (2), Mario Pardo - Juan A. Troilo (2) |
| 16 grudnia 1973 | CA Colón – Cipolletti 1:3 Ernesto J. Álvarez - Norberto Espada, Emilio Stagnaro, Omar Perales |

Grupa B
| Data            | Mecz |
| --------------- | --- |
| 16 grudnia 1973 | CA Huracán – Independiente 2:2 Carlos A. Leone, Roque Avallay - Eduardo Maglioni, Agustín Balbuena                                             |
| 16 grudnia 1973 | Atlanta Buenos Aires – Gimnasia y Esgrima Jujuy 6:1 Ángel Ferreyra (2), Juan A. Gómez Voglino (4) - Carlos Sánchez                             |
| 16 grudnia 1973 | Gimnasia y Esgrima La Plata – Boca Juniors 3:2 Walter Durso (2), Eduardo Marasco - Roberto Mouzo, Claudio Casares                              |
| 16 grudnia 1973 | Argentinos Juniors – Rosario Central 0:0 |
| 16 grudnia 1973 | Belgrano Córdoba – Kimberley Mar del Plata 6:2 José O. Reinaldi (2), Miguel A. Laciar (3), Miguel Batalla - Sergio Fortunato, Jorge Santecchia |
| 16 grudnia 1973 | Atlético Tucumán – Independiente Rivadavia Mendoza 2:2 Orlando Espeche, Horacio Santillán - Carlos S. Benítez, Víctor Cepeda                   |
| 16 grudnia 1973 | Desamparados San Juan – Chaco For Ever Resistencia 1:3 Ángel Vega (k) - Oscar A. Palavecino, Roberto R. Franco (2)                             |

Mecz międzygrupowy
| Data            | Mecz |
| --------------- | --- |
| 16 grudnia 1973 | Ferro Carril Oeste – CA Vélez Sarsfield 0:0 mecz rozegrany został na stadionie klubu San Lorenzo de Almagro |

### Tabele
| Poz | Klub                      | Mecze | Zw | Rem | Por | Pkt | BrZd | BrStr |
| --- | ------------------------- | ----- | -- | --- | --- | --- | ---- | ----- |
| 1   | San Lorenzo de Almagro    | 15    | 8  | 6   | 1   | 22  | 31   | 16    |
| 2   | River Plate               | 15    | 10 | 2   | 3   | 22  | 29   | 17    |
| 3   | CA Vélez Sarsfield        | 15    | 8  | 6   | 1   | 22  | 24   | 13    |
| 4   | Estudiantes La Plata      | 15    | 7  | 3   | 5   | 17  | 27   | 15    |
| 5   | Newell’s Old Boys         | 15    | 7  | 3   | 5   | 17  | 28   | 23    |
| 6   | San Lorenzo Mar del Plata | 15    | 6  | 4   | 5   | 16  | 20   | 20    |
| 7   | Chacarita Juniors         | 15    | 5  | 5   | 5   | 15  | 25   | 25    |
| 8   | Instituto Córdoba         | 15    | 6  | 2   | 7   | 14  | 23   | 20    |
| 9   | Racing Club de Avellaneda | 15    | 5  | 3   | 7   | 13  | 27   | 30    |
| 10  | CA Colón                  | 15    | 6  | 1   | 8   | 13  | 22   | 25    |
| 11  | San Martín Mendoza        | 15    | 5  | 3   | 7   | 13  | 19   | 28    |
| 12  | Cipolletti                | 15    | 3  | 5   | 7   | 11  | 22   | 29    |
| 13  | San Martín Tucumán        | 15    | 4  | 2   | 9   | 10  | 19   | 29    |
| 14  | CA All Boys               | 15    | 3  | 3   | 9   | 9   | 19   | 32    |
| 15  | Juventud Antoniana Salta  | 15    | 2  | 3   | 10  | 7   | 13   | 35    |

| Poz | Klub                            | Mecze | Zw | Rem | Por | Pkt | BrZd | BrStr |
| --- | ------------------------------- | ----- | -- | --- | --- | --- | ---- | ----- |
| 1   | Atlanta Buenos Aires            | 15    | 10 | 2   | 3   | 22  | 35   | 19    |
| 2   | Rosario Central                 | 15    | 9  | 4   | 2   | 22  | 25   | 11    |
| 3   | CA Huracán                      | 15    | 8  | 5   | 2   | 21  | 29   | 15    |
| 4   | Belgrano Córdoba                | 15    | 8  | 4   | 3   | 20  | 25   | 18    |
| 5   | Boca Juniors                    | 15    | 9  | 0   | 6   | 18  | 30   | 19    |
| 6   | Argentinos Juniors              | 15    | 8  | 2   | 5   | 18  | 28   | 17    |
| 7   | Gimnasia y Esgrima La Plata     | 15    | 7  | 2   | 6   | 16  | 32   | 27    |
| 8   | Independiente                   | 15    | 6  | 4   | 5   | 16  | 23   | 21    |
| 9   | Atlético Tucumán                | 15    | 5  | 6   | 4   | 16  | 25   | 24    |
| 10  | Independiente Rivadavia Mendoza | 15    | 5  | 3   | 7   | 13  | 21   | 27    |
| 11  | Desamparados San Juan           | 15    | 3  | 6   | 6   | 12  | 19   | 22    |
| 12  | Chaco For Ever Resistencia      | 15    | 4  | 3   | 8   | 11  | 18   | 26    |
| 13  | Ferro Carril Oeste              | 15    | 3  | 3   | 9   | 9   | 10   | 24    |
| 14  | Gimnasia y Esgrima Jujuy        | 15    | 3  | 3   | 9   | 9   | 18   | 37    |
| 15  | Kimberley Mar del Plata         | 15    | 1  | 4   | 10  | 6   | 14   | 36    |

### Finał
| Data            | Mecz |
| --------------- | --- |
| 18 grudnia 1973 | Atlanta Buenos Aires – San Lorenzo de Almagro 0:0 mecz rozegrany został na stadionie klubu Boca Juniors                                                                     |
| 19 grudnia 1973 | Rosario Central – River Plate 3:1 Juan J. López s, Roberto C. Cabral, Ramón Bóveda - Norberto Alonso mecz rozegrany został na stadionie klubu Newell's Old Boys             |
| 22 grudnia 1973 | River Plate – San Lorenzo de Almagro 3:2 Edgardo Di Meola (2), Enrique Wolff (k) - Ricardo Rezza, Luciano Figueroa mecz rozegrany został na stadionie klubu Racing 3:2      |
| 23 grudnia 1973 | Atlanta Buenos Aires – Rosario Central 1:2 Juan A. Gómez Voglino (k) - Eduardo Solari, Carlos Aimar mecz rozegrany został na stadionie klubu Boca Juniors                   |
| 29 grudnia 1973 | River Plate – Atlanta Buenos Aires 2:2 Carlos Morete, Enrique Wolff - Juan A. Gómez Voglino (k), Rubén Cano mecz rozegrany został na stadionie klubu San Lorenzo de Almagro |
| 29 grudnia 1973 | San Lorenzo de Almagro – Rosario Central 1:1 Héctor Scotta - Roberto C. Cabral mecz rozegrany został na stadionie klubu River Plate                                         |

### Tabela finałowa Campeonato Nacional 1973
| Poz | Klub                   | Mecze | Zw | Rem | Por | Pkt | BrZd | BrStr |
| --- | ---------------------- | ----- | -- | --- | --- | --- | ---- | ----- |
| 1   | Rosario Central        | 3     | 2  | 1   | 0   | 5   | 6    | 3     |
| 2   | River Plate            | 3     | 1  | 1   | 1   | 3   | 6    | 7     |
| 3   | Atlanta Buenos Aires   | 3     | 0  | 2   | 1   | 2   | 3    | 4     |
| 3   | San Lorenzo de Almagro | 3     | 0  | 2   | 1   | 2   | 3    | 4     |

Klub Rosario Central został mistrzem Argentyny Nacional i uzyskał prawo gry w Copa Libertadores 1974.

### Klasyfikacja strzelców bramek Nacional 1973
| Gole | Piłkarz            | Klub                      |
| ---- | ------------------ | ------------------------- |
| 18   | Juan Gómez Voglino | Atlanta Buenos Aires      |
| 15   | Carlos Morete      | River Plate               |
| 11   | Rubén Cano         | Atlanta Buenos Aires      |
| 11   | Mario Kempes       | Instituto Córdoba         |
| 11   | Néstor Scotta      | Racing Club de Avellaneda |